# Columbiana lloydi
Columbiana lloydi är en insektsart som beskrevs av Frederick Arthur Godfrey Muir 1919. Columbiana lloydi ingår i släktet Columbiana och familjen sporrstritar. Inga underarter finns listade i Catalogue of Life.